# Berzovia
Berzovia é uma comuna romena localizada no distrito de Caraș-Severin, na região de Banato. A comuna possui uma área de 103.76 km² e sua população era de 4037 habitantes segundo o censo de 2007.